# Ilhéu Águila

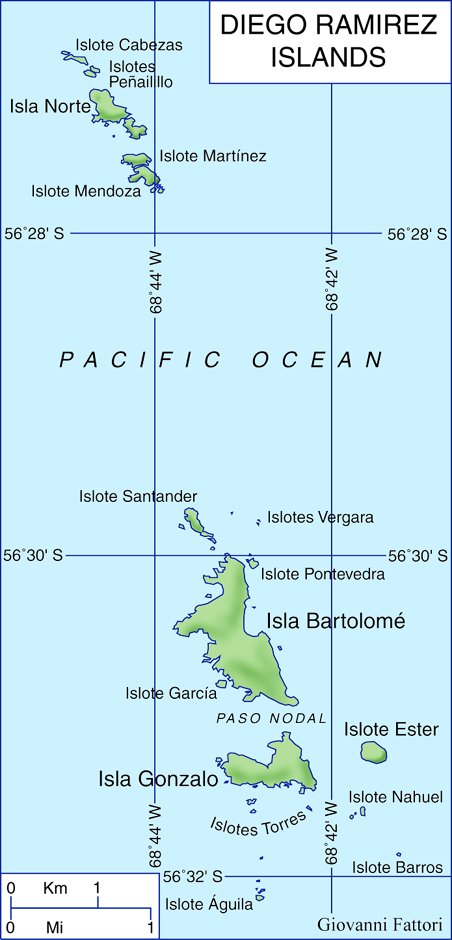
Mapa das ilhas Diego Ramírez, o o ilhéu Águila no extremo sul

O ilhéu Águila é uma ilha desabitada e de muito pequenas dimensões pertencente ao Arquipélago Diego Ramírez, na Comuna de Cabo de Hornos (ex-comuna de Navarino), na Província da Antártica Chilena, XII Região de Magalhães e da Antártica Chilena, no Chile. É o ilhéu mais meridional do arquipélago, e segundo várias interpretações, o ponto mais meridional da América.
De facto, há um debate sobre que ponto merece ser considerado como o mais meridional da América, variando a interpretação entre:
- Cabo Froward - ponto mais meridional da massa continental da América. Pertence à Comuna de Punta Arenas.

- Cabo Horn - ponto mais meridional da ierra associada tradicionalmente à América, já que nele terminam as ilhas costeiras. Pertence à Comuna de Cabo de Hornos.

- Ilhéu Águila - ponto emerso mais meridional da placa continental da América. Também pertence à Comuna de Cabo de Hornos.